# دانيال يوستي
دانيال يوستي إسكولار (بالإسبانية: Daniel Yuste Escolar)‏ (17 نوفمبر 1944 – 31 مارس 2020) كان راكب دراجات إسباني.

## سيرة حياته
شارك في الألعاب الأولمبية الصيفية 1968، حيث نافس في فئة المطاردة الفردية.
توفي في تاريخ 31 مارس 2020، عن عمر يناهز 75 عامًا؛ بسبب مضاعفات نتجت من مرض فيروس كورونا 2019.

## روابط خارجية
- دانيال يوستي على موقع أرشيف الدراجات (الإنجليزية)
- دانيال يوستي على موقع إحصائيات الدراجات الإحترافية (الإنجليزية)
- دانيال يوستي على موقع أوليمبيديا (الإنجليزية)